# The Secret Four
The Secret Four er en amerikansk stumfilm fra 1921 af Albert Russell og Perry N. Vekroff.

## Medvirkende
- Eddie Polo
- Kathleen Myers
- Doris Deane
- Hal Wilson
- William Welsh
- Thelma Daniels